# Muscle interosseux de la main
Pour l’article homonyme, voir muscle interosseux dorsal du pied.
Les muscles interosseux (dorsaux) de la main sont quatre petits muscles bipennés intrinsèques de la main. Ils sont situés dans la partie dorsale des quatre espaces inter-métacarpiens.

## Origine
Chaque muscle interosseux de la main se fixe par deux chefs musculaires. Un premier chef se fixe sur toute la face médiale du métacarpien latéral au muscle et le deuxième chef se fixe sur toute la face latérale du métacarpien médial au muscle.

## Trajet
Les fibres musculaires des deux chefs se rejoignent au milieu de l'espace inter-métacarpien pour former un tendon terminal dirigé vers le bas.
Le premier muscle interosseux dorsal est plus gros que les autres. Entre ses deux chefs, l'artère radiale passe du dos de la main dans la paume.
Entre les chefs des deuxième, troisième et quatrième muscles interosseux dorsaux passe une branche perforante de l'arcade palmaire profonde.

## Terminaison
Le tendon du premier muscle interosseux de la main se termine sur la face latérale de la base de la phalange proximale de l'index et s'étend à son aponévrose dorsale du doigt.
Le tendon du deuxième muscle interosseux de la main se termine sur la face latérale de la base de la phalange proximale du médius et s'étend à son aponévrose dorsale du doigt.
Le tendon du troisième muscle interosseux de la main se termine sur la face médiale de la base de la phalange proximale du médius et s'étend à son aponévrose dorsale du doigt.
Le tendon du quatrième muscle interosseux de la main se termine sur la face médiale de la base de la phalange proximale de l'annulaire et s'étend à son aponévrose dorsale du doigt.

## Innervation
Les muscles interosseux de la main sont innervés par le rameau profond du nerf ulnaire.

## Action
De la même façon que les muscles interosseux palmaires, ils entrainent la flexion des l'articulations métacarpo-phalangiennes et étendent les articulations interphalangiennes. Selon un axe passant par le médius, ils agissent comme abducteurs en séparant les doigts les uns des autres.

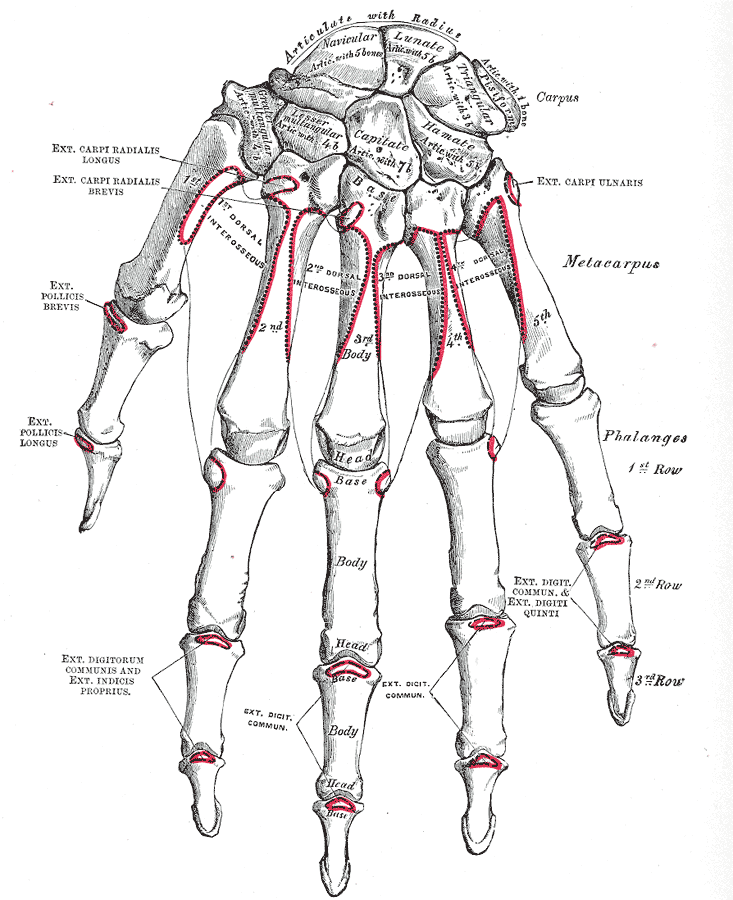
Insertions des muscles interosseux de la main (dorsal interosseous)